# Barberà Rookies
Barberà Rookies (català: Novells de Barberà) és un equip de futbol americà de Barberà del Vallès.
Creat la temporada 2001-02 per un grup d'estudiants de l'IES Ca Planas de Barberà del Vallès, començaren a organitzar partits amistosos de futbol flag. Amb l'arribada i l'impuls de Roberto Torrecillas, el 21 de desembre de 2002 va fundar-se el Club de Futbol Americà Barberà Rookies i el seu primer partit oficial fou contra el Badalona Dracs en el Torneig de Nadal d'aquell mateix any.

## Palmarès
Equip masculí
- 2 Lliga catalana de futbol americà: 2007, 2010

Equip Femení
- 7 Lliga catalana de futbol americà femenina: 2010, 2015, 2016, 2022, 2023, 2024, 2025
- 10 Lliga espanyola de futbol americà femenina: 2011, 2012, 2013, 2014, 2016, 2017, 2018, 2020, 2021, 2022
- 7 Copa espanyola de futbol americà: 2010, 2011, 2012, 2013,[2] 2014, 2015, 2016[3]

Altres Premis
- 2005 Campions del torneig Granollers Fenix
- 2006 Reconeixement de la fundació Esport Català
- 2007 Campions del torneig Badalona Dracs